# سیریلوویت

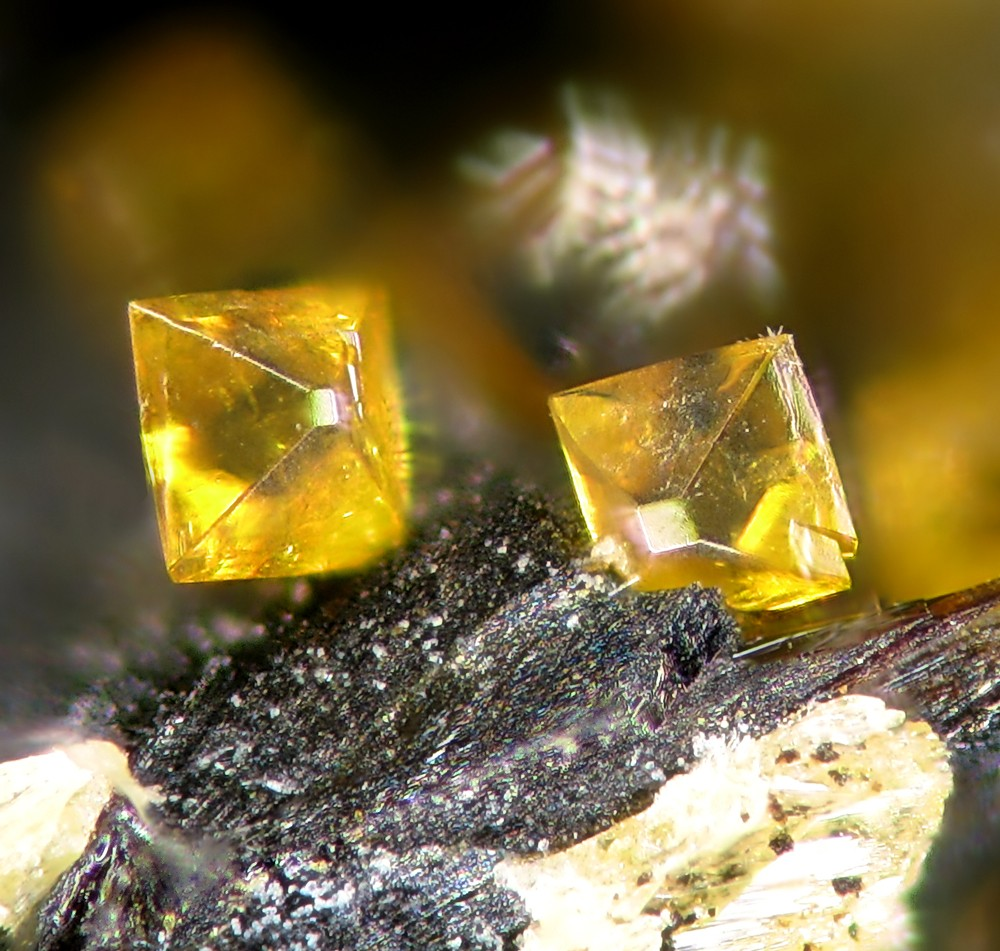
سیریلوویت_پگماتیتی جنوبی

سیریلوویت  (به انگلیسی: Cyrilovite) با فرمول شیمیایی NaFe3 [(OH)4 - (PO4)2].2H2O از مجموعه کانی هاست و از نام محل Cyrilov در چک اسلواکی اخذ شده‌است.   از نظر شکل بلور: پسودواکتائدر - تترائدر، رنگ: زرد - قهوه‌ای - زرد نارنجی، شفافیت: شفاف، جلا: شیشه ای، سیستم تبلور: کوادراتیک و در رده‌بندی فسفات است همچنین خاصیت مغناطیسی ندارد و منشأ تشکیل آن پگماتیتی است.
همایند کانی‌شناسی (پارانژ) آن - استرگنیت- گرافتونیت و غیره است
، از نظر ژیزمان بلوری - آگرگات کمیاب است و بیشتر در آلمان غربی، چک اسلواکی، برزیل یافت می‌شود.

## منبع
- پردیس کشاورزی ایران